# Lennard Kämna
Lennard Kämna (/ˈlɛ.naʁt ˈkɛm.na/), né le 9 septembre 1996 à Fredenbeck, est un coureur cycliste allemand, membre de l'équipe Bora-Hansgrohe. Il a notamment remporté une étape du Tour de France 2020, du Tour d'Italie 2022 et du Tour d'Espagne 2023.

## Biographie
Lennard Kämna naît le 9 septembre 1996 à Wedel, dans le land de Basse-Saxe en Allemagne. Pour sa première année chez les juniors (17/18 ans), il prend la deuxième place de l'Internationalen 3-Etappen-Rundfahrt, course internationale junior disputée à Francfort-sur-le-Main.

### Chez les juniors
Lors de la saison 2014, il se révèle chez les juniors (moins de 19 ans), principalement sur les épreuves contre-la-montre. Il remporte une étape du Tour d'Istrie qu'il termine deuxième au classement général. Il se classe par la suite quatrième de la Course de la Paix juniors. Au Trofeo Karlsberg, il remporte le contre-la-montre et finit deuxième au classement général. Il devient champion d'Europe du contre-la-montre juniors à Nyon en Suisse. La même semaine, il s'adjuge le championnat d'Allemagne du contre-la-montre juniors. Il remporte également la Coupe d'Allemagne de cyclisme sur route et le Grand Prix Rüebliland. Après son titre européen et le décès du tenant du titre Igor Decraene, il est considéré comme le favori du championnat du monde du contre-la-montre juniors. Il s'impose dans cette épreuve avec une grosse marge d'avance (45 secondes sur le deuxième),. En fin de saison, il est désigné cycliste allemand de l'année dans la catégorie junior.

### 2015-2016: Stölting
En 2015, il s'engage avec l'équipe continentale allemande Stölting.
Au mois d'août 2016, il signe un contrat avec la formation Sunweb pour la saison 2017. Mi-septembre, il devient champion d'Europe du contre-la-montre espoirs devant Filippo Ganna et Rémi Cavagna. En fin de saison, il se classe quatrième du championnat du monde du contre-la-montre espoirs.

### 2017-2019: Team Sunweb
En 2017, il fait ses débuts dans le peloton World Tour avec Sunweb. Il court avec un rôle d'équipier et obtient comme meilleur résultat une cinquième place du général sur le Tour des Fjords. En août, à 20 ans, il prend part au Tour d'Espagne, son premier grand tour. Il se classe notamment huitième du contre-la-montre de la 16e étape, puis est non partant le lendemain, en vue de se préparer pour les mondiaux. En septembre, il devient champion du monde du contre-la-montre par équipes avec l'équipe Sunweb. Cinq jours plus tard, il se montre à l'attaque lors du  championnat du monde  espoirs, où il prend finalement la deuxième place dans un sprint à deux avec le Français Benoît Cosnefroy.
En mars 2018, il participe à Milan-San Remo, sa première grande classique. Le mois suivant il prolonge son contrat jusqu'en 2019. Le 28 juin, il annonce prendre une pause dans sa carrière. Il reprend en août au Tour du Danemark et termine 17e du général. Lors des mondiaux sur route, il termine 14e du contre-la-montre individuel des moins de 23 ans. En 2019, il participe à son premier Tour de France, où il termine 40e du classement général et se fait remarquer en réalisant deux tops 10 sur des étapes de montagne.

### 2020-2024: vainqueur d'étape sur les trois grands tours chez Bora-Hansgrohe
En 2020, Kämna rejoint Bora-Hansgrohe, l'autre équipe allemande du World Tour. Lors du Tour de France, Kämna termine deuxième de la 13e étape, battu au sprint par le Colombien Daniel Martinez au sommet du Puy Mary. Il s'impose ensuite en solitaire sur la 16e étape entre La Tour-du-Pin et Villard-de-Lans.

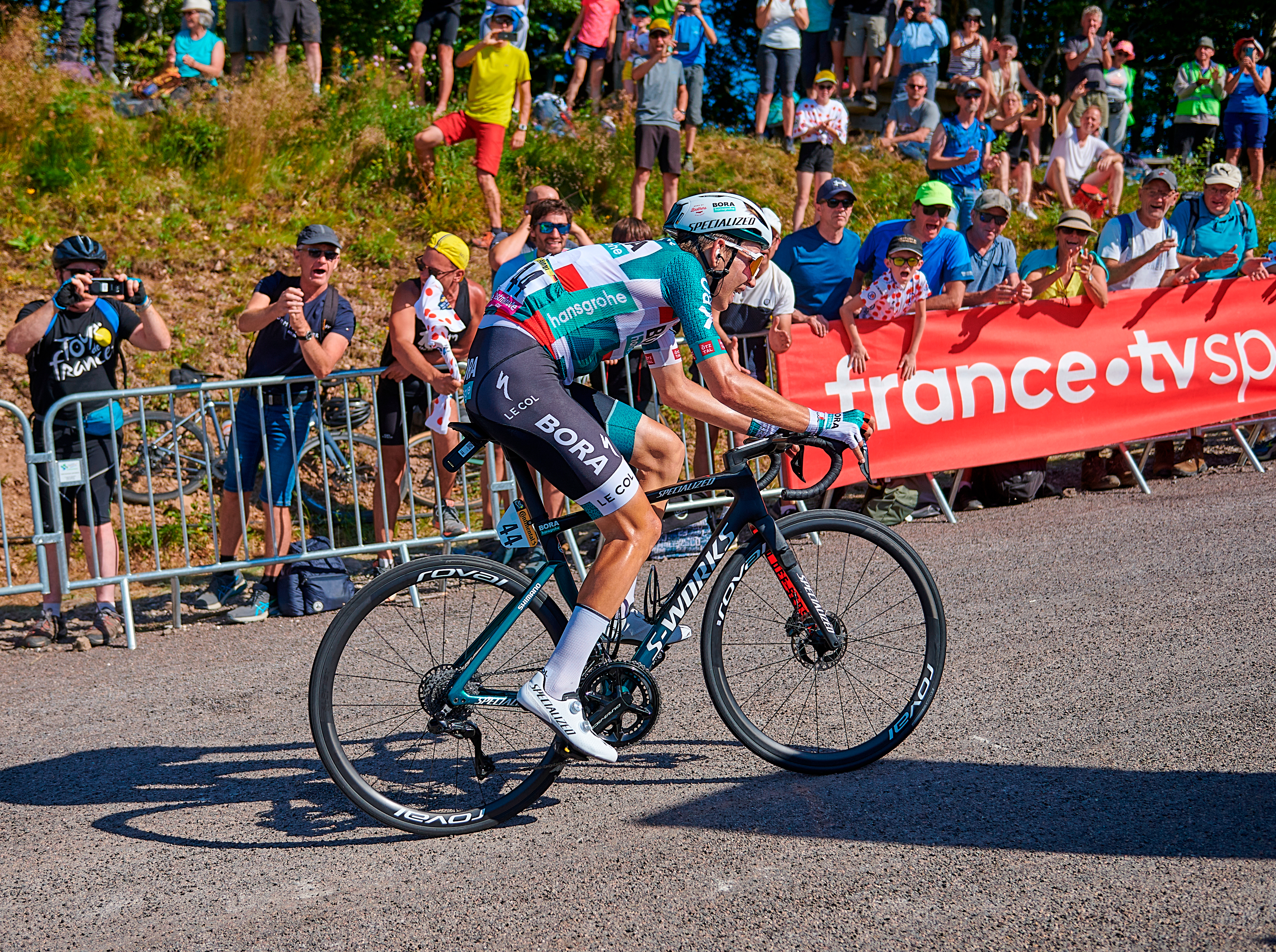
Lennard Kämna lors de la 7e étape du Tour de France 2022.

Il remporte en mars 2021 la cinquième étape du Tour de Catalogne. Il est ensuite gêné par une infection y compris quand il participe au Tour de l'Algarve au début du mois de mai. À la fin de ce mois, se ressentant toujours de cette infection, il annonce cesser toutes compétitions pendant plusieurs semaines ainsi que sa prolongation de contrat avec son équipe jusqu'en fin d'année 2022.
Au printemps 2022, il remporte en solitaire une étape du Tour d'Andalousie et une autre du Tour des Alpes, après avoir distancé ses compagnons d'échappés. Lors du Tour d'Italie qui suit, il fait partie d'un groupe d'échappé qui se joue la victoire lors de la quatrième étape, qui se termine sur le versant sud de l'Etna. Il devance au sprint Juan Pedro López et récupère le maillot de leader du classement de la montagne, qu'il conserve pendant trois journées. Pendant cinq étapes, Kämna est deuxième du général derrière López. Il termine finalement le Giro à la 19e place. Le 24 juin, il devient pour la première fois champion d'Allemagne du contre-la-montre. Sélectionné pour le Tour de France, il est notamment échappé lors de la septième étape où il termine quatrième, ainsi que lors de la dixième étape où il manque de prendre le maillot jaune à Tadej Pogačar pour onze secondes. Malade par la suite, il est non-partant lors de la seizième étape.
Le 3 septembre 2023, il remporte la 9e étape du Tour d'Espagne et devient ainsi le 106e coureur à avoir remporté une étape sur chacun des trois grands tours. En avril 2024, après un top 10 sur Tirreno-Adriatico, il part s'entraîner à Tenerife en préparation pour le Tour d'Italie. Il est percuté par une voiture circulant à contresens et subit un grave traumatisme thoracique avec fractures des côtes et une contusion pulmonaire. Il reste à l'hôpital de Tenerife pendant quatre semaines, puis retourne en Allemagne pour poursuivre ses soins. Il ne reprend pas la compétition de toute l'année et à la fin de la saison 2024, il quitte Red Bull-Bora hansgrohe, ayant décidé de « passer à autre chose ».

### Depuis 2025: chez Lidl-Trek
En 2025, il rejoint l'équipe World Tour américaine Lidl-Trek.

## Palmarès

### Palmarès amateur
| - 2013 - 2e de l'International 3-Etappen-Rundfahrt der Rad-Junioren - 2014 - Champion du monde du contre-la-montre juniors - Champion d'Europe du contre-la-montre juniors - Champion d'Allemagne du contre-la-montre juniors - Champion d'Allemagne de la montagne juniors - 2e étape du Tour d'Istrie - 1reb étape du Trofeo Karlsberg (contre-la-montre) - Grand Prix Rüebliland : - Classement général - 1re étape - 2e du Tour d'Istrie - 2e du Trofeo Karlsberg | - 2015 - Champion d'Allemagne du contre-la-montre espoirs - Champion d'Allemagne de la montagne espoirs - 4e étape du Tour de la Vallée d'Aoste - Médaillé de bronze du championnat du monde du contre-la-montre espoirs - 10e du championnat du monde sur route espoirs - 2016 - Champion d'Europe du contre-la-montre espoirs - 4e du championnat du monde du contre-la-montre espoirs - 2017 - Médaillé d'argent du championnat du monde sur route espoirs |

### Palmarès professionnel
| - 2017 - Champion du monde du contre-la-montre par équipes - 2020 - 4e étape du Critérium du Dauphiné - 16e étape du Tour de France - 3e du Tour de Murcie - 8e du Critérium du Dauphiné - 2021 - 5e étape du Tour de Catalogne - 2022 - Champion d'Allemagne du contre-la-montre - 5e étape du Tour d'Andalousie - 3e étape du Tour des Alpes - 4e étape du Tour d'Italie | - 2023 - 3e étape du Tour des Alpes - 9e étape du Tour d'Espagne - 4e de Tirreno-Adriatico - 9e du Tour d'Italie - 2024 - 8e de Tirreno-Adriatico - 2025 - 2e du championnat d'Allemagne du contre-la-montre - 6e du Tour de Suisse |  |

## Résultats sur les grands tours

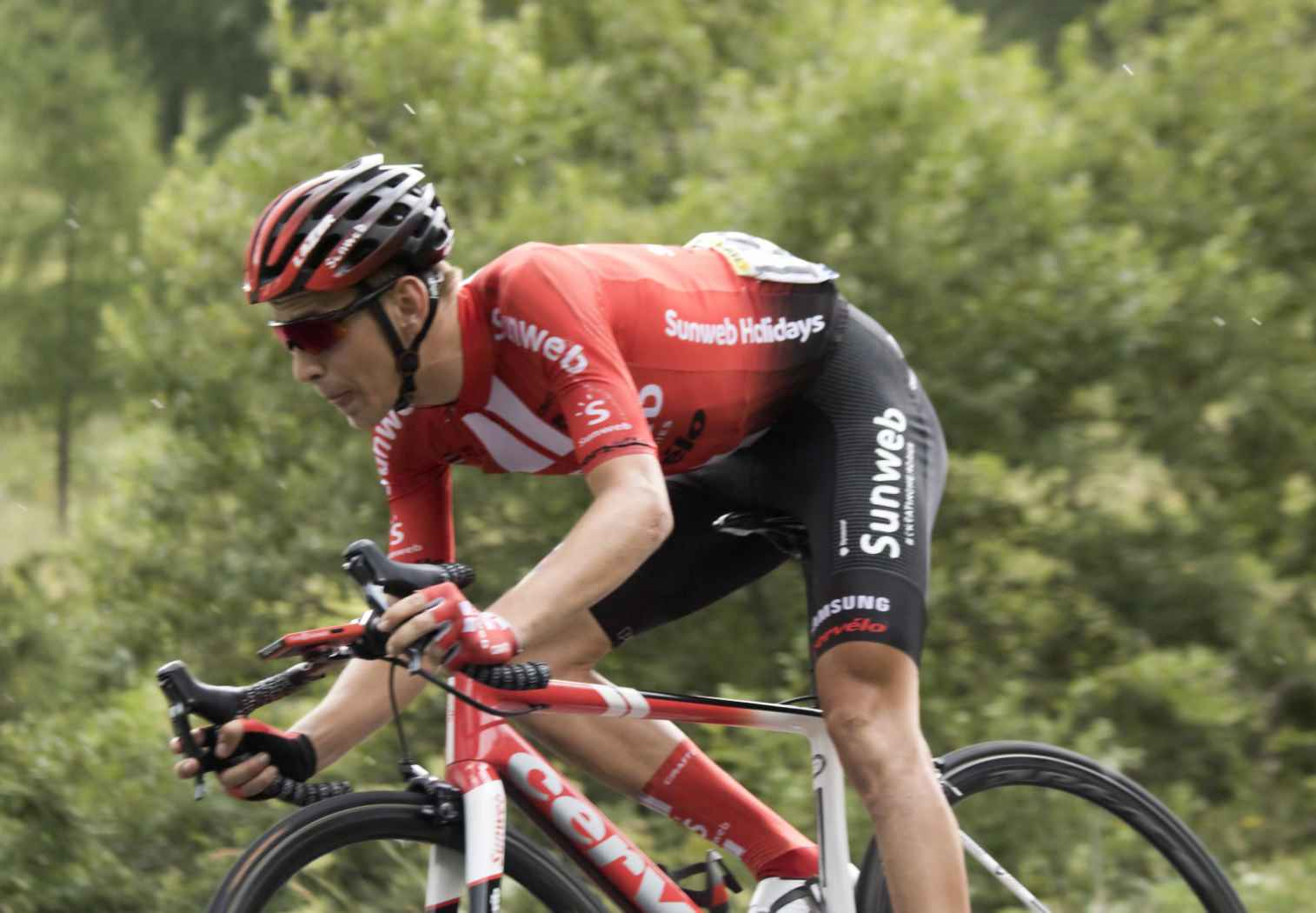
Kämna lors du Tour de France 2019.

### Tour de France
3 participations
- 2019 : 40e
- 2020 : 33e, vainqueur de la 16e étape
- 2022 : non-partant (16e étape)

### Tour d'Italie
2 participations
- 2022 : 19e, vainqueur de la 4e étape
- 2023 : 9e

### Tour d'Espagne
2 participations
- 2017 : non-partant (17e étape)
- 2023 : 30e, vainqueur de la 9e étape

## Classements mondiaux
| Année                                 | 2015 | 2016 | 2017 | 2018  | 2019 | 2020 | 2021 | 2022 | 2023 | 2024 |
| ------------------------------------- | ---- | ---- | ---- | ----- | ---- | ---- | ---- | ---- | ---- | ---- |
| UCI World Tour                        |      | nc   | 373e | 411e  |      |      |      |      |      |      |
| Classement mondial                    |      | 613e | 333e | 1808e | 882e | 66e  | 838e | 189e | 64e  | 505e |
| UCI Europe Tour                       | 454e | 689e | 560e | 1547e | 642e | 55e  | 644e | 156e | 52e  | nc   |
| UCI Asia Tour                         | nc   | 136e | nc   | nc    |      |      |      |      |      |      |
| UCI America Tour                      | 172e | nc   | nc   | nc    |      |      |      |      |      |      |
|                                       |      |      |      |       |      |      |      |      |      |      |
| Légende : nc = non classéSource : UCI |      |      |      |       |      |      |      |      |      |      |

## Distinctions
- Cycliste junior allemand de l'année : 2014
- Cycliste allemand de l'année : 2020